# Cardiopatia isquèmica
La cardiopatia isquèmica és una malaltia del cor conseqüència de la pèrdua de l'equilibri entre l'aport d'oxigen al miocardi (reg coronari) i la demanda d'aquest teixit (consum d'oxigen miocardíac). És una malaltia cada cop més prevalent als països desenvolupats.

## Epidemiologia
Els factors de risc de la cardiopatia isquèmica es poden classificar en modificables o no modificables.

### Factors de risc immodificables
Són aquells factors de risc que no es modifiquen quan s'intervé sobre ells com:
- Edat: la incidència de malaltia coronària augmenta progressivament amb l'edat, de manera que a major edat més risc de cardiopatia isquèmica

- Gènere: els homes tenen més risc de cardiopatia isquèmica que les dones; la diferència es fa més marcada en dones pre-menopàusiques en comparació d'homes de la mateixa edat

- Herència: factors hereditaris

### Factors de risc modificables
Són aquells factors que actuant sobre ells poden modificar el curs de la cardiopatia isquèmica
La incidència de malalties coronàries és major en pacients amb colesterol elevat: mentre major siga el valor de les lipoproteïnes de baixa densitat (LDL) en el plasma sanguini, major el risc de la malaltia coronària. Els nivells alts de colesterol en la sang es poden disminuir amb dieta, disminució de l'obesitat, exercici físic i en la majoria dels casos amb fàrmacs.
La hipertensió arterial augmenta el risc d'una persona de tenir trastorns en les artèries coronàries, en particular a mesura que la persona envelleix. La tensió arterial es modifica pràcticament amb les mateixes mesures que per a disminuir el colesterol en sang.
Tabac: els fumadors tenen més del 50% risc de malaltia coronària que aquells que no fumen. El fumar augmenta els nivells de monòxid de carboni en la sang el que causa malbé en l'endoteli dels vasos sanguinis. El tabac també augmenta l'adhesivitat de les plaquetes circulants. L'abandó de l'hàbit del tabaquisme sempre millora l'estat de salut.
La diabetis mellitus augmenta el risc de malalties coronàries, especialment en dones, perquè la malaltia augmenta l'adhesivitat de les plaquetes i augmenta el nivell de colesterol sanguini. L'enfocament és controlant els nivells de glucèmia es pot millorar l'evolució de la cardiopatia isquèmica. Per a alguns autors la diabetis és un factor de risc modificable
Els anticonceptius orals s'associen amb una major incidència d'infarts de miocardi, especialment en dones fumadores.

### Factors de risc bàsics modificables i immodificables
- La màxima incidència es dona entre els 50 i els 65 anys en els homes i després de la menopausa en les dones.
- El consum del tabac, augmenta el risc de patir cardiopatia isquèmica.
- En els diabètics afavoreix la lesió endotelial i fa augmentar els lípids sanguinis.
- La predisposició familiar.

## Conseqüències
- Dolor
- Disminució de la producció d'ATP i, per tant, de la capacitat contràctil.
- Arrítmies cardíaques per alteració de la bomba de sodi.
- Necrosi miocardíaca.

## Tipus
La cardiopatia isquèmica es pot presentar de diverses formes, les més habituals són:
- Angina de pit
- Angina de Prinzmetal
- Infart de miocardi
- Síndrome de Dressler